# Набережная 1-я
На́бережная 1-я — деревня Грызловского сельского поселения Долгоруковского района Липецкой области.

## География
Набережная 1-я находится в северной части Долгоруковского района, в 23 км к северу от села Долгоруково. Располагается на правом берегу реки Быстрая Сосна. С востока к Набережной примыкает деревня Набережная Вторая.

## История
Набережная возникла не позднее 2-й половины XVIII века. Впервые упоминается в «Экономических примечаниях Елецкого уезда» 1778 года. Название — по местоположению на берегу реки Сосны.
В «Списках населённых мест» Орловской губернии 1866 года отмечается как «деревня владельческая Набережная (Апухтина), при реке Сосне, 26 дворов, 297 жителей».
До 20-х годов XX века Набережная 1-я в составе Стегаловской волости Елецкого уезда. В 1928 году вошла в состав Долгоруковского района Елецкого округа Центрально-Чернозёмной области. После разделения ЦЧО в 1934 году Долгоруковский район вошёл в состав Воронежской, в 1935 — Курской, а в 1939 году — Орловской области. С 6 января 1954 года в составе Долгоруковского района Липецкой области.

## Население
| 2010 |
| ---- |
| 32   |

## Транспорт
Набережная связана асфальтированной автодорогой с деревнями Ермолово и Рог, грунтовой дорогой связана с деревней Набережная Вторая.